# Ivan Nekić
Ivan Nekić (* 24. prosince 2000) je chorvatský profesionální fotbalista, který hraje na pozici středního obránce za německý klub Holstein Kiel.

## Kariéra
Dne 2. června 2022 podepsal Nekić dvouletou smlouvu s polským týmem Sandecja Nowy Sącz s opcí na roční prodloužení.
V lednu 2025 přestoupil do bundesligového klubu Holstein Kiel a stal se tak třetí defenzivní posilou klubu v zimním přestupovém období.